# Андзели
А́ндзели (латыш. Andzeļi) — населённый пункт в Дагдском крае Латвии. Административный центр Андзельской волости. Находится на берегу озера Эжезерс. Расстояние до города Краслава составляет около 46 км. По данным на 2015 год, в населённом пункте проживало 286 человек. Есть волостная администрация, начальная школа, дом культуры, библиотека, почтовое отделение, фельдшерский и акушерский пункт, католическая церковь, гостевой дом, база отдыха.

## История
В советское время населённый пункт был центром Андзельского сельсовета Краславского района. В селе располагалась центральная усадьба совхоза «Дагда».